# Кандзаси

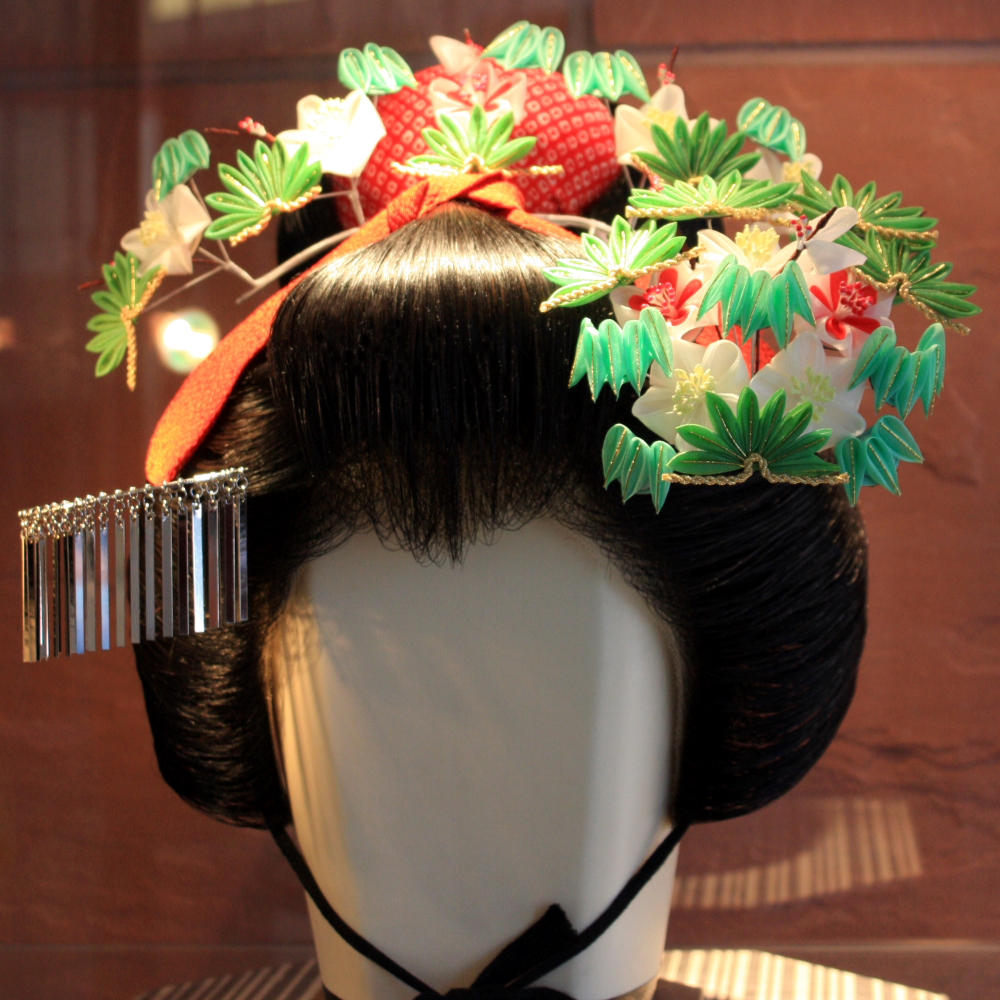
Современные кандзаси, которые носят ученицы гейш (майко)

Кандзаси (яп. 簪, встречается также написание 髪挿し) — японские традиционные женские украшения для волос. Кандзаси носят с кимоно.

## Общие сведения

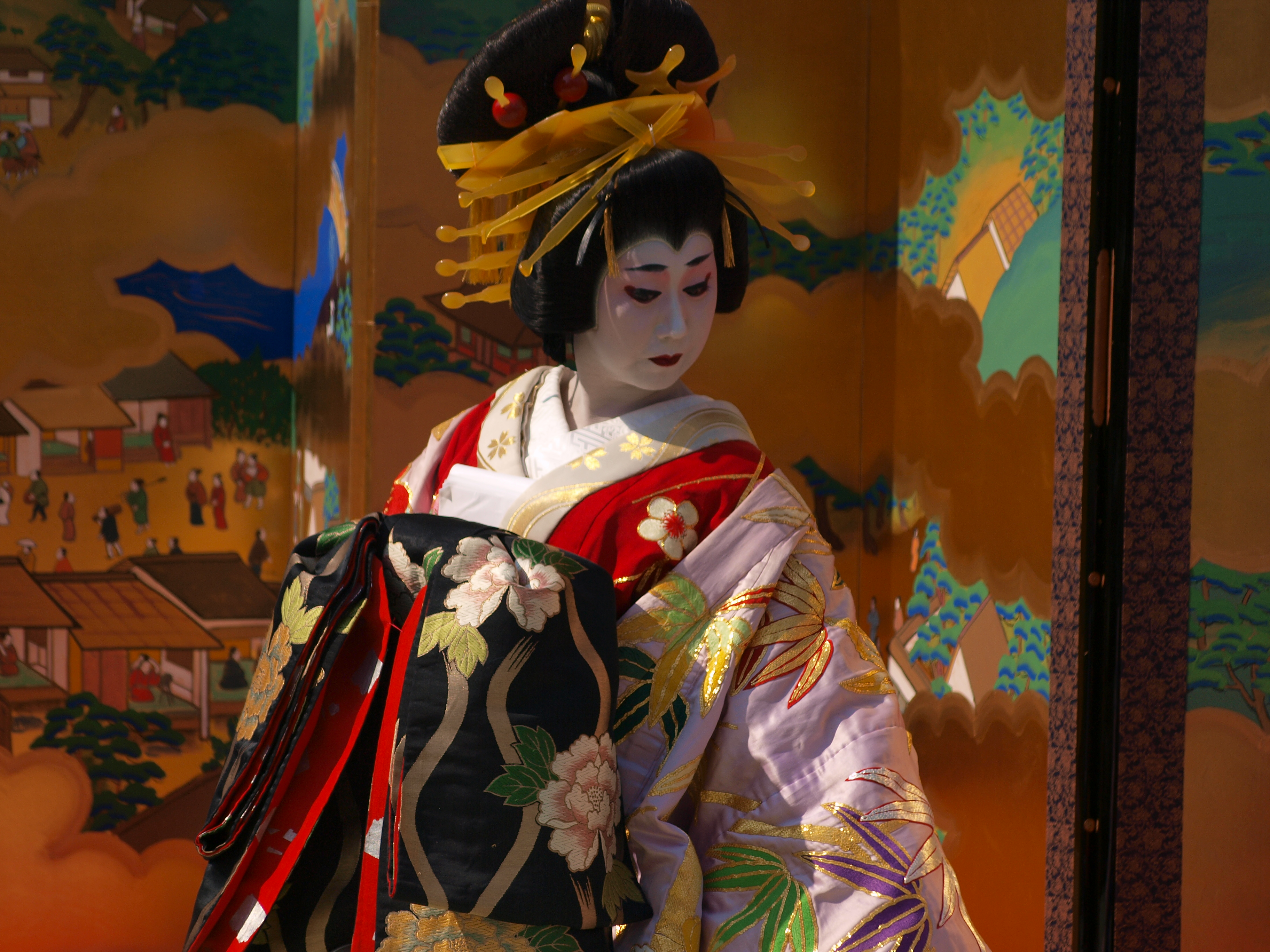
Ойран со множеством кандзаси из черепахового панциря

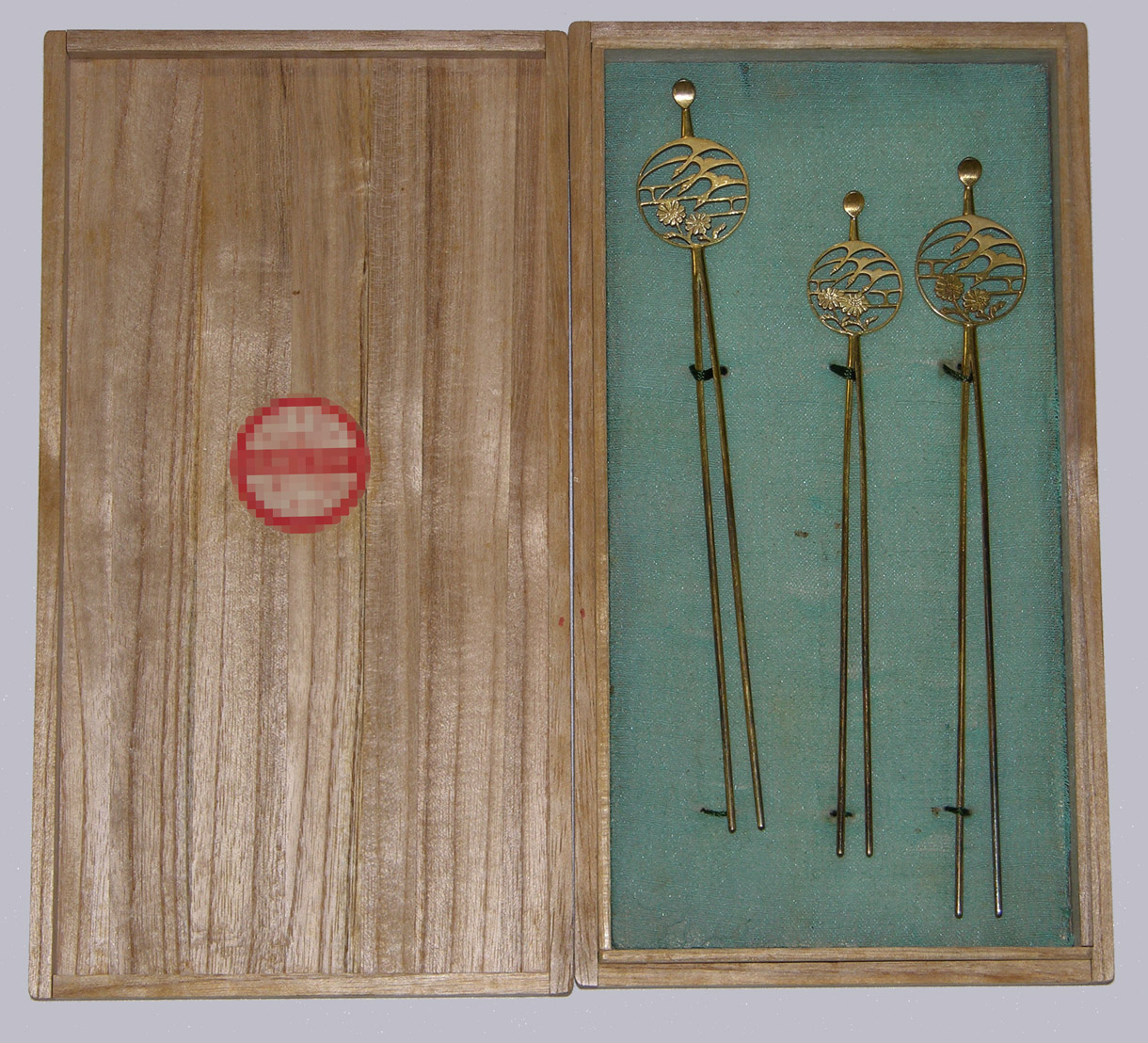
Кандзаси типа «хираути», выполненные из позолоченной латуни

Японские женщины начали украшать свои причёски большим количеством шпилек и гребней во второй половине периода Эдо, то есть, в 1700-х годах.
Кандзаси делают из древесины самшита, павловнии, сакуры, магнолии и покрывают японским лаком. Также встречаются кандзаси из золота, серебра, позолоченные и посеребрённые. В последнее время для кандзаси очень часто используются латунь, черепаховый панцирь, для украшений — шёлк. Дешёвые кандзаси стали делать из пластика. Используются агат, кораллы, нефрит, кварц. В древности дорогие кандзаси изготавливали из кости журавля.
Кандзаси периода Эдо считаются коллекционной редкостью.
В европейских странах украшения в причёсках не регламентированы, в Японии же ношение заколок, гребней, шпилек и искусственных цветов строго формализованы. Кандзаси должны соответствовать социальному положению и возрасту носящего.
Особое внимание кандзаси уделяется среди гейш, в так называемом «мире цветов и ив». Например, начинающие ученицы гейш носят богато украшенные шёлковыми цветами гребни по сезону, а гейши — только простой деревянный гребень и простую шпильку.

## Происхождение

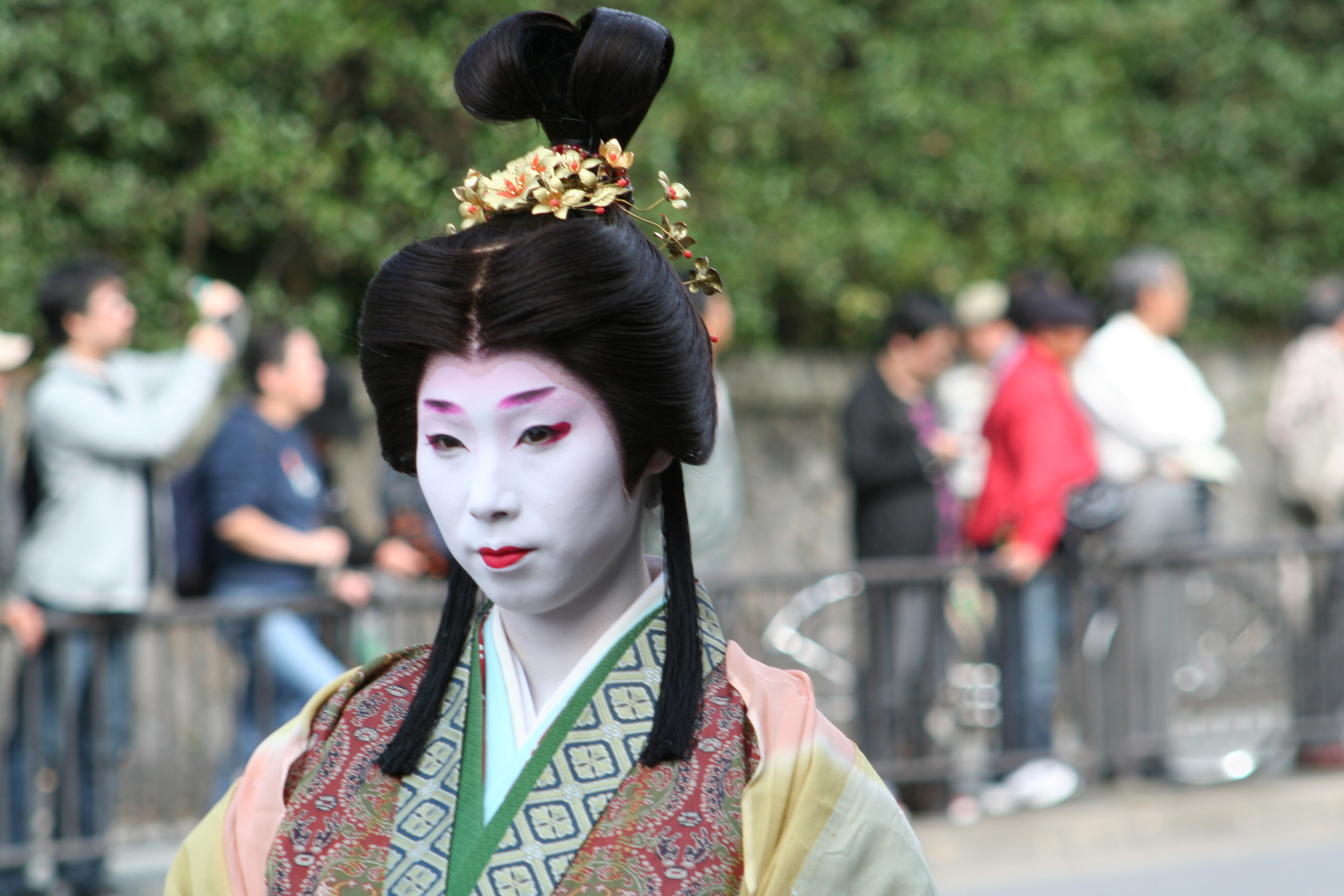
Причёска периода Адзути-Момояма под названием, украшенная цветами

Японцы начали украшать причёски в период Дзёмон. Древние причёски были украшены тонкими палочками, втыкая которые, как считалось, можно снять сглаз или магический навет. Из пучков таких палочек позже стали делать гребни куси (яп. 櫛).
Позже, в период Нара, японцы привезли из Китая украшения для волос множества типов и фасонов. Когда в период Хэйан в моду вошли незатейливые причёски-хвосты, китайские шпильки вышли из моды. Тогда же гребни и шпильки стали в общем называть «кандзаси».
В период Адзути-Момояма ушла мода на причёски стиля тараками (яп. 垂髪, свисающие волосы), а кандзаси набрали популярность. К началу периода Эдо мода снова изменилась: популярными стали широкие шпильки.
В середине периода причёски усложняются и увеличиваются в размерах. Шпильки и гребни становятся обязательными спутниками любой девушки, лишь при дворе сохраняется относительно постоянная мода.
В то же время в королевстве Рюкю налаживается производство латунных украшений, дифференцирующихся по полу и статусу носящего.
В последних годах периода Эдо искусство ремесленников-изготовителей кандзаси достигло вершины. Появились разновидности: хираути, тама-кандзаси, хана-кандзаси, бира-бира.
Сегодня японцы редко носят кимоно и традиционные причёски. Однако они используются при походах в храмы, на свадьбах, а также гейшами.
Кандзаси, особенно цумами-кандзаси, делают как любители так и профессионалы. Однако цумами-кандзаси — это Национальное достояние Японии. Автор украшения должен знать о принципах создания кандзаси, о сочетаемости материалов и приемлемости используемых орнаментов для ношения в определённые сезоны. Изготовитель-соискатель должен пройти сертификацию у известных мастеров.

### Этимология

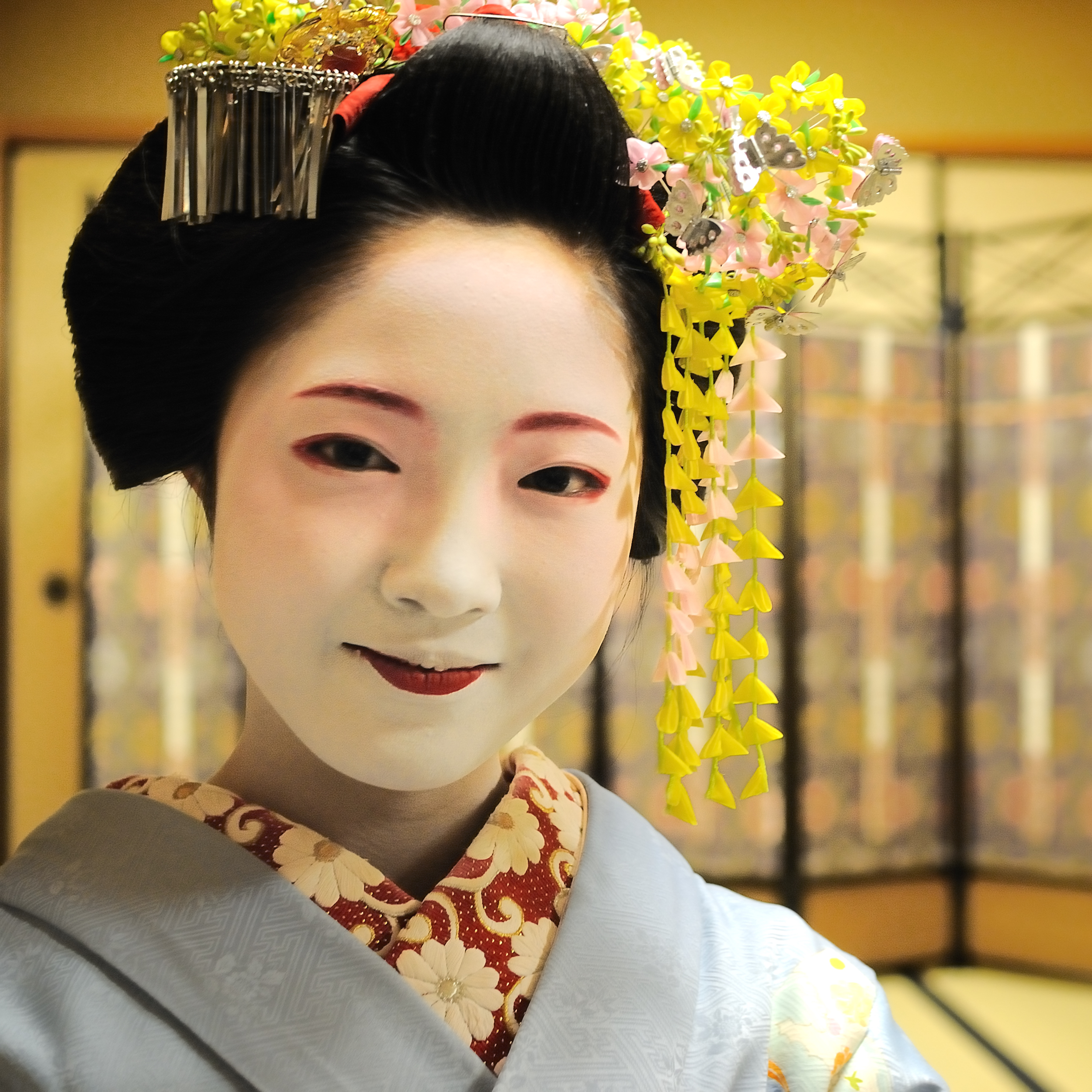
Мартовские цветочные кандзаси

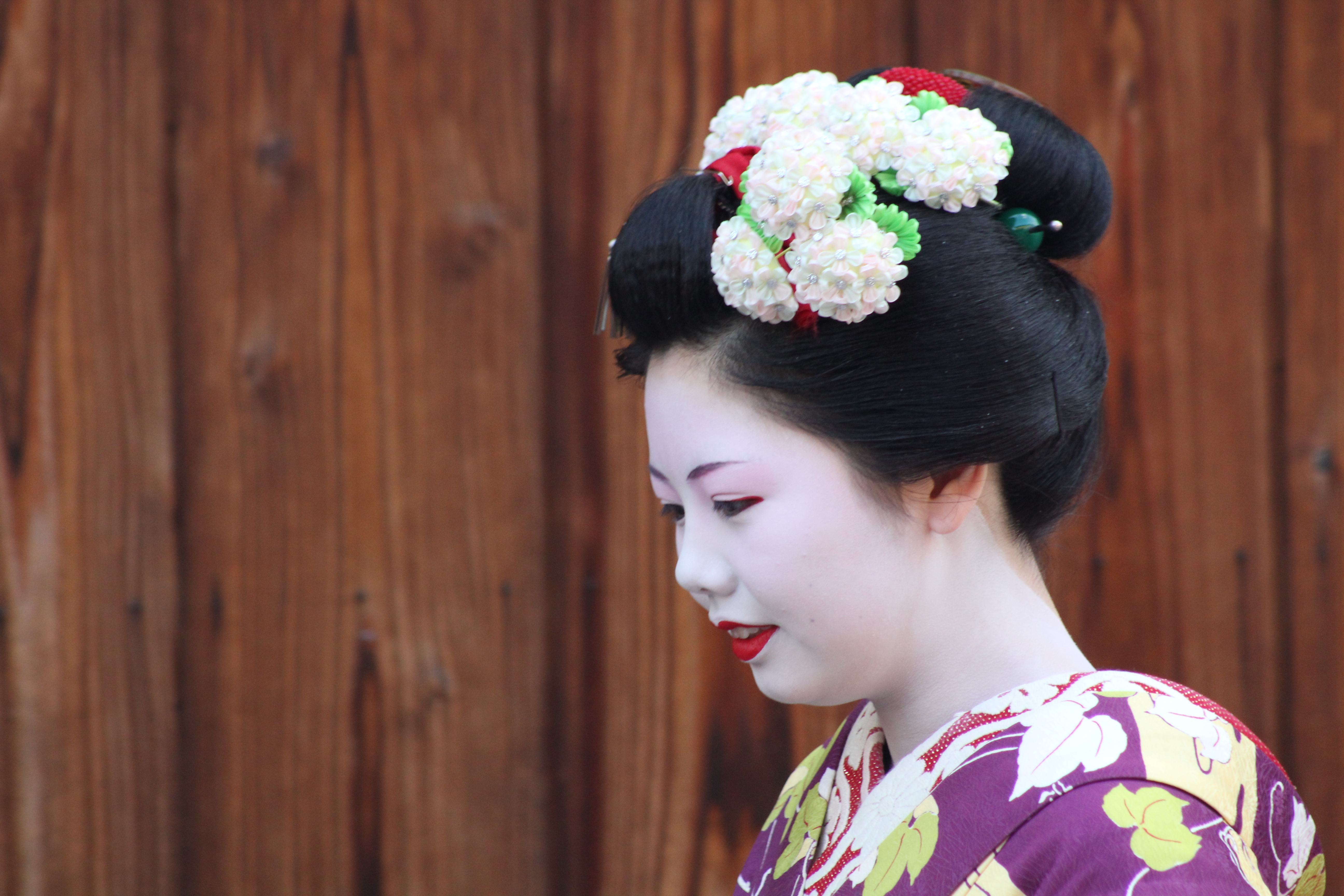
Июньские цветочные кандзаси в причёске майко

Иероглиф «簪» пришёл в Японию из Китая. Он включает элемент «牙», имеющий значение «клык». Однако исторически на его месте был элемент «旡» («без»). Внизу иероглифа находится элемент «曰» (изречь, гласить), означающий, что кандзаси отражали поступки и статус носящего.
Когда модными становились китайские причёски, кандзаси тоже приобретали популярность. Знать мужского пола пользовалась украшениями из слоновой кости, простолюдины довольствовались деревянными кандзаси. Женщины пользовались раздвоенными шпильками в форме сая, а также металлическими заколками для волос надо лбом.
Хотя японское слово «кандзаси» наверняка происходит от оборота «воткнутое в волосы» (яп. 髪挿し ками саси), существует и другая версия: японцы издревле украшали головы полевыми цветами перед тем, как обратиться к богам. Эти цветы получили название «воткнутые цветы» (яп. 花挿し ка саси).

## Материалы

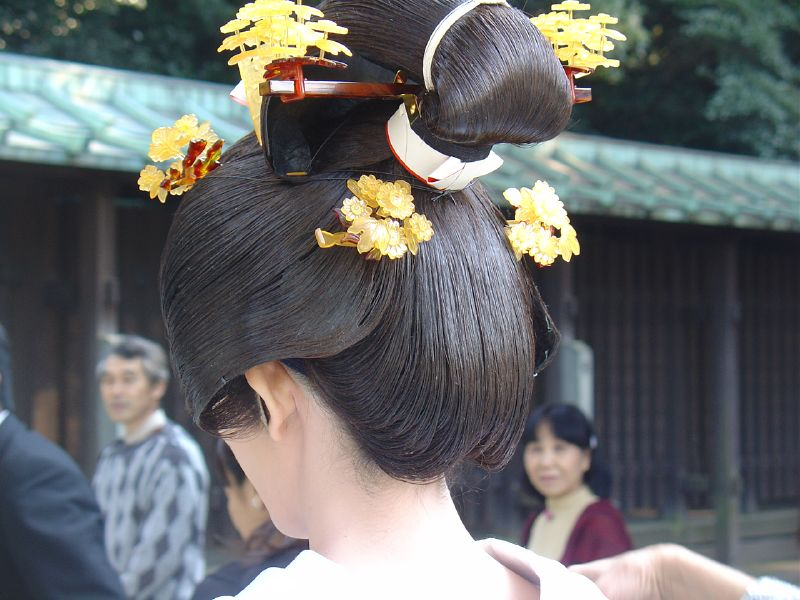
Свадебные кандзаси из черепахового панциря

Металлические кандзаси изготавливаются из серебра, олова, латуни, в период Мэйдзи кандзаси исполнялись из платины. Изредка материалом бывает черепаховый панцирь, древесина аквилярии, сандал и похожий на него японский ладан. Известны летние украшения из кристаллов, хотя, ввиду низкой сохранности, их осталось очень немного. Простой народ носил деревянные кандзаси, имитации черепахового панциря изготовляли из лошадиного копыта. Сегодня кандзаси стали делать из пластика, а самые высококачественные образцы вырезаются из однородного черепахового панциря.
Кандзаси, как и любые украшения, делают не только из благородных металлов, драгоценных и полудрагоценных камней, янтаря и кораллов. Материалом может быть даже целлулоид и стекло. Дорогие кораллы могут заменяться имитацией, выполненной из селитры и яичного белка.
Цветы для кандзаси изготавливают из шёлка. Энтузиасты-непрофессионалы используют и более дешёвые материалы.

## Виды кандзаси
Современные кандзаси подбираются под причёску и сезон. До сих пор выбор кандзаси регламентирован запутанными правилами. Майко и хангёку носят украшенные цветами хана-кандзаси (яп. 花簪, цветочные украшения), сменяющиеся вместе с месяцами.

### Классификация по внешнему виду
- Мацуба (яп. 松葉簪 мацуба кандзаси, сосновая игла)： производятся, преимущественно, из черепашьего панциря. Имеют форму сосновой иглы; самый простой вид кандзаси. Введены в моду таю Ёсивары.

#### Мимикаки кандзаси
Мимикаки (яп. 耳掻き, палочка для чистки ушей). Это понятие объединяет множество подтипов кандзаси, общее у них — небольшой декоративный элемент на длинной ножке (или двух). Исторически на мимикаки совсем не было украшений.

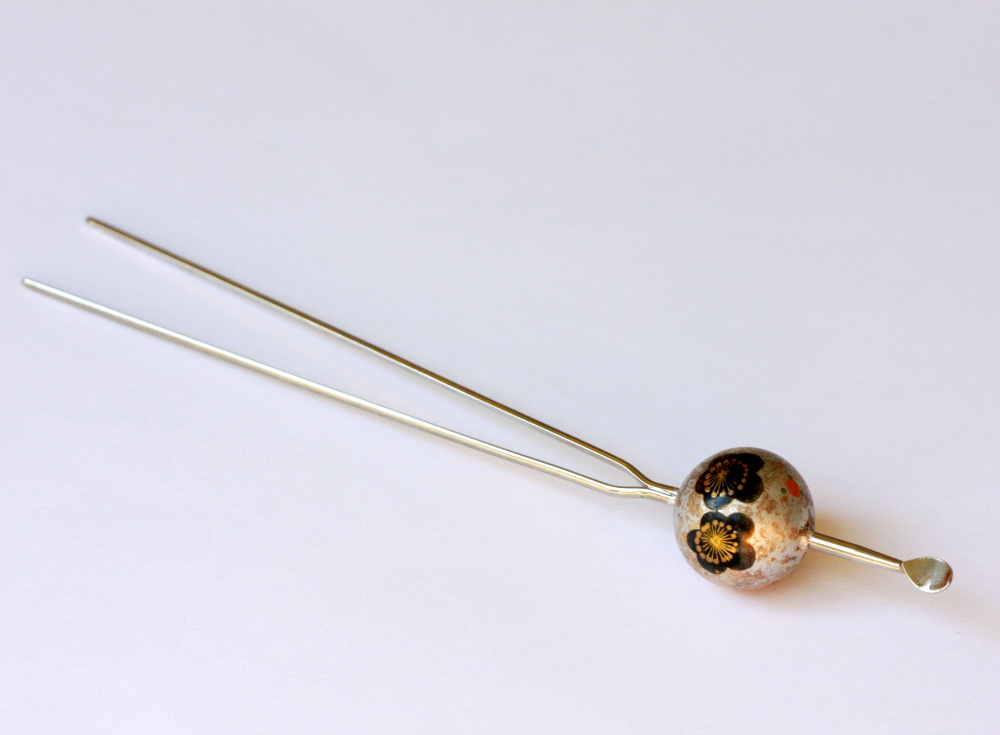
Мимикаки кандзаси

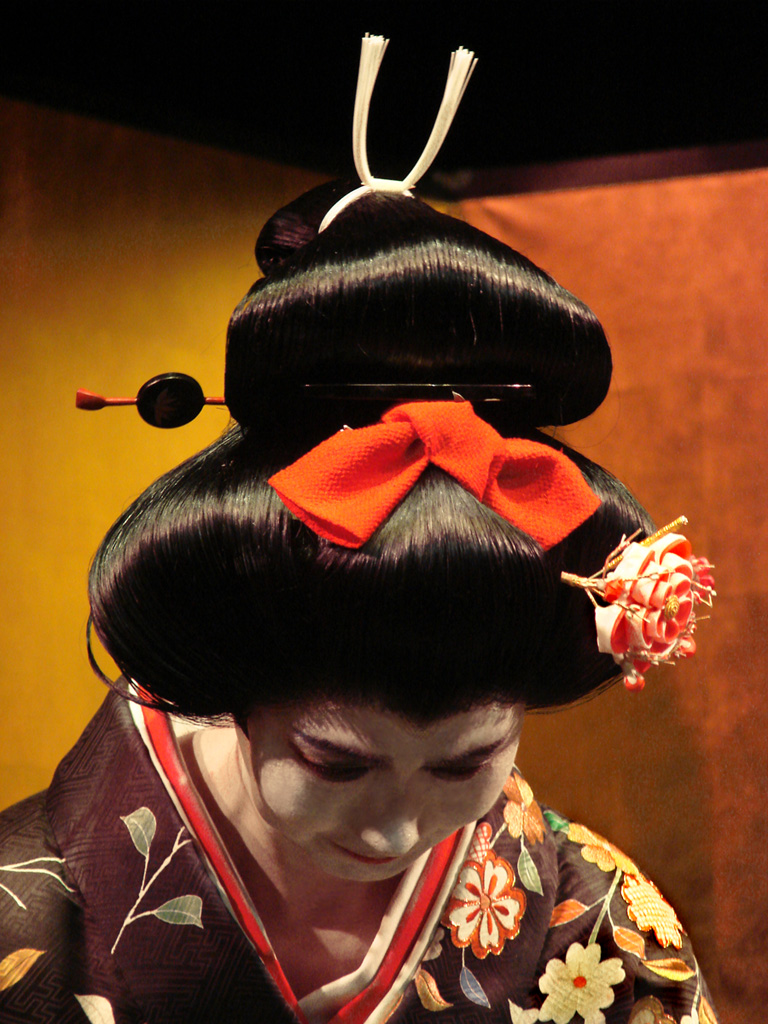
Хираути в причёске исполнительницы танца школы Кабуки

- Хираути (яп. 平打簪 хираути кандзаси, плоская шпилька): шпилька с плоским закруглённым декоративным элементом. Ножка может быть раздвоенной. Жёны самураев носили серебряные, золотые, латунные хираути, а также покрытые любым из драгоценных металлов[4]. Серебряные хираути (яп. 銀平 гинхира) были особенно популярны. На декоративном элементе изображался камон (родовой знак) дома женщины. С конца периода Эдо гейши, не имевшие собственных камонов, стали заказывать хираути с изображением камона любимого. Нынешние хираути бывают деревянными, черепаховыми, пластиковыми. Декоративный элемент бывает как сквозным, например, из проволоки, так и цельным, из лакированного дерева или черепахового панциря.

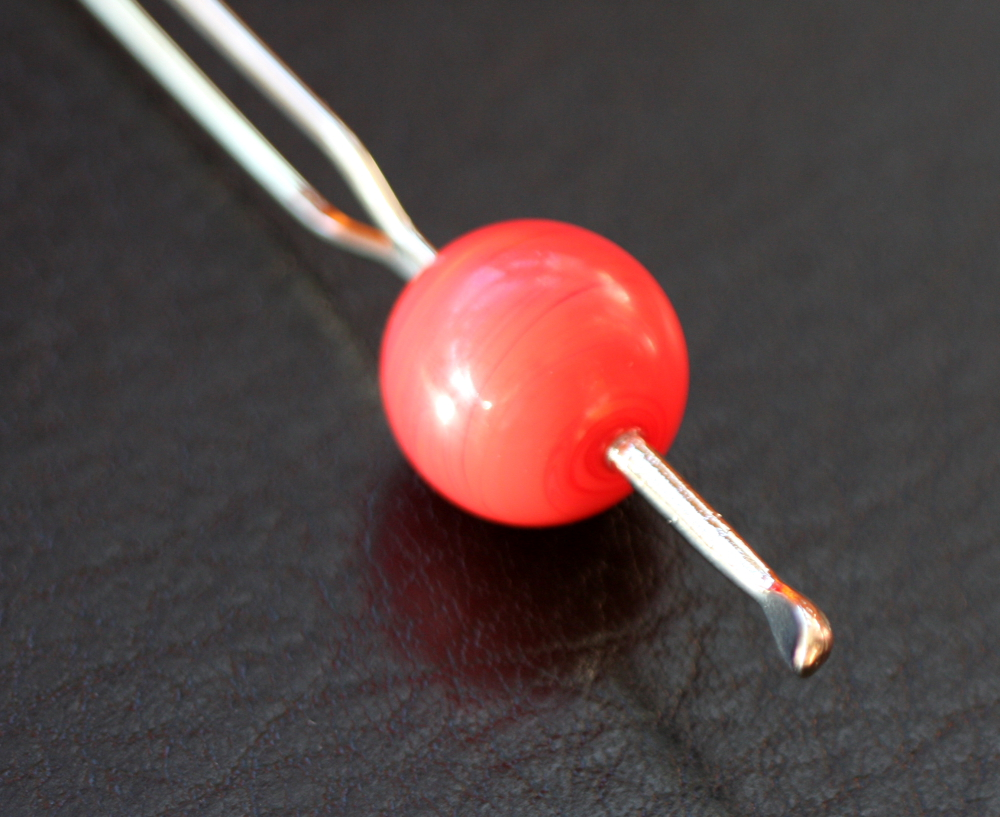
Коралловая тама-кандзаси

- Тама-кандзаси (яп. 玉簪, украшение-шарик): самый популярный вид кандзаси. Украшен единственным шариком из коралла либо агата, нефрита, черепахового панциря, слоновой кости. В последние годы сёгуната Токугава использовалось также стекло[5], в период Тайсё — целлулоид. Ножка у шпильки либо одна, либо их две. В карюкае Киото летом обычно носят нефритовую булавку, а зимой — розового коралла. Тама-кандзаси популярны среди молодёжи.

- Ёситё (яп. 吉丁 ёситё:): раздвоенные плоские шпильки. Изготовляется, в основном, из черепашьего панциря. В настоящее время получили распространение пластиковые ёситё. Исторически украшали затылочную часть причёски. Хотя первые ёситё находят уже в захоронениях периода Кофун, в период Эдо ёситё распространились среди женщин, ведущих роскошный образ жизни. Вышедший в период Эдо на камбуне «указ о платье служанок» (яп. 女中衣類直段之定 дзётю: ируй дзика дай но садамэ) запрещал не-аристократам носить роскошную одежду, а ёситё к роскоши не относились; дамы с их помощью обходили указ. Замужние женщины носили одну ёситё в районе виска. Гейшам было разрешено использовать более двух ёситё на висках, а юдзё (проститутки) в противоположность гейшам носили множество ёситё во всех частях причёски, в том числе придерживали затылочную часть, что служило надёжным средством различия. Юдзё втыкали ёситё и в чёлку (ниже располагались бира-бира). В Канто исторически использовались круглые ёситё, а в Кансае — угловатые.

#### Биракан

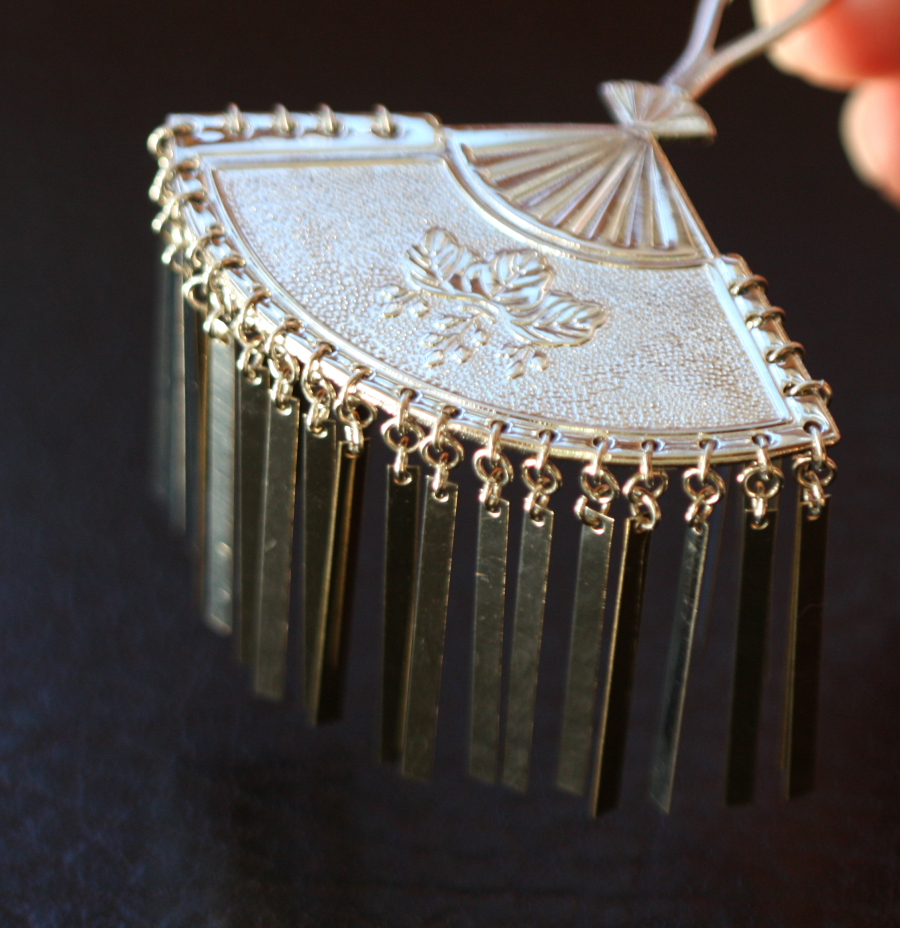
Оги-бира

Бира (яп. ビラカン биракан, развевающиеся кандзаси) появились в годы Кансэй периода Эдо (1789—1801). Ими украшали причёски незамужних дочерей купеческого сословия. Тогда бира имели форму бабочек или птиц со свисающими цепочками. Девушки переставали носить бира с помолвкой. Мода на бира за три года достигла Киото и Осаки, а цепочки удлинились до семи—девяти звеньев. По всей Японии бира распространились в период Мэйдзи.
Тирикан (яп. チリカン, развевающиеся кандзаси): используются преимущественно гейшами. Изготовляются из драгоценных металлов. Представляют собой декоративный элемент-пластинку со свисающими частями. Кроме того, сверху украшаются шёлковыми или металлическими цветами, бабочками. В причёске держится за счёт длинной ножки (или двух). Название «тирикан» является сокращением слова тири-кандзаси (яп. チリ簪) и происходит от ономатопоэтического обозначения звона прикасающихся друг к другу металлических свисающих частей: «тири-тири» (яп. チリチリ, дзынь-дзынь).
Бира-бира (яп. びらびら簪 бирабира кандзаси): включают в себя оги (яп. 扇 о:ги, веер), химэгата (яп. 姫型, фасон для принцесс) и марубира (яп. 丸ビラ, круглое бира). Отличие от тирикан — биракан состоят только из пластинки со свисающими металлическими полосками, не украшаясь сверх того. У о́ги пластинка выполнена в форме веера, а у марубира она круглая. Сегодня биракан носят майко (ученицы гейш) слева надо лбом; в частности, на дебют мисэдаси надевается два о́ги-бира. Сами гейши, за исключением проведения чайных церемоний и фестивалей, сопровождающихся переодеванием в костюмы молодых девушек, бира-бира не носят.

#### Цумами-кандзаси
Цумами-кандзаси (яп. 撮簪): цумами-кандзаси отличает от других видов украшение поверхности сложной аппликацией из кусочков ткани, защипываемой пинцетом (обычно бамбуковым) в треугольные лепестки. Исполнение цумами-кандзаси из множества мелких элементов требует аккуратности и кропотливости. Из-за того, что из лепесточков чаще всего делают цветы, цумами-кандзаси также называют хана-кандзаси (яп. 花簪, цветочные кандзаси). Для производства аппликаций обычно берётся натуральный шёлк, причём чаще всего мастер окрашивает его самостоятельно. Старый шёлк плохо подходит для цумами-кандзаси. Сегодня цумами-кандзаси, кроме учениц гейш (майко) носят дети на праздник Сити-го-сан и молодые девушки на мероприятия, где предполагается надевать кимоно.

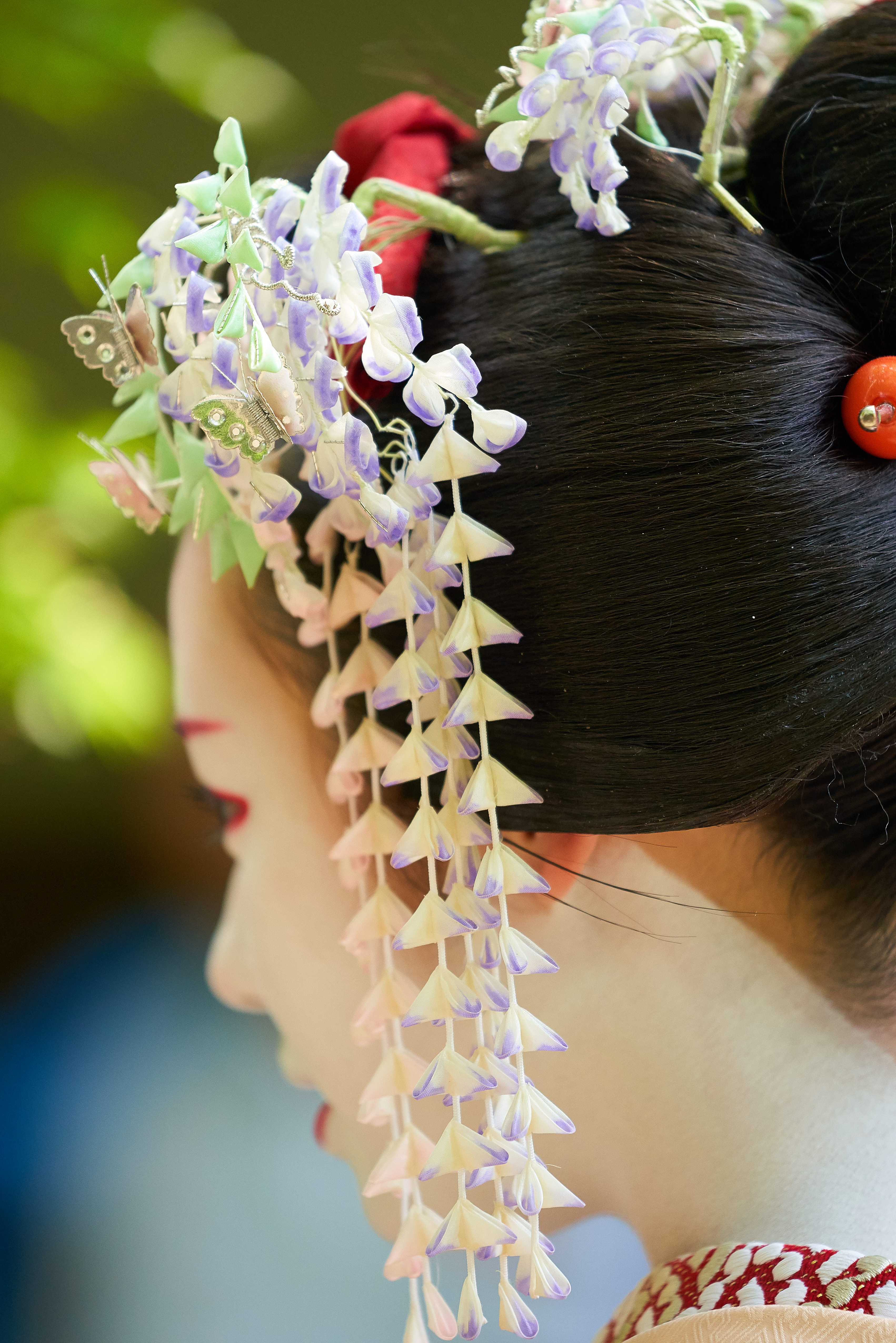
Сидарэ-кандзаси в причёске

Цумами-кандзаси со свисающими цветами называются сидарэ-кандзаси (яп. 枝垂れ, развевающиеся украшения).
Кусудама (яп. 薬玉, кусудама, парчовый мешочек с благовониями): вид цумами-кандзаси; из шёлковых лепестков формируется шарик. Этот вид кандзаси носят девочки-подростки, а также майко на Сэцубун.

#### Поддерживающие причёску

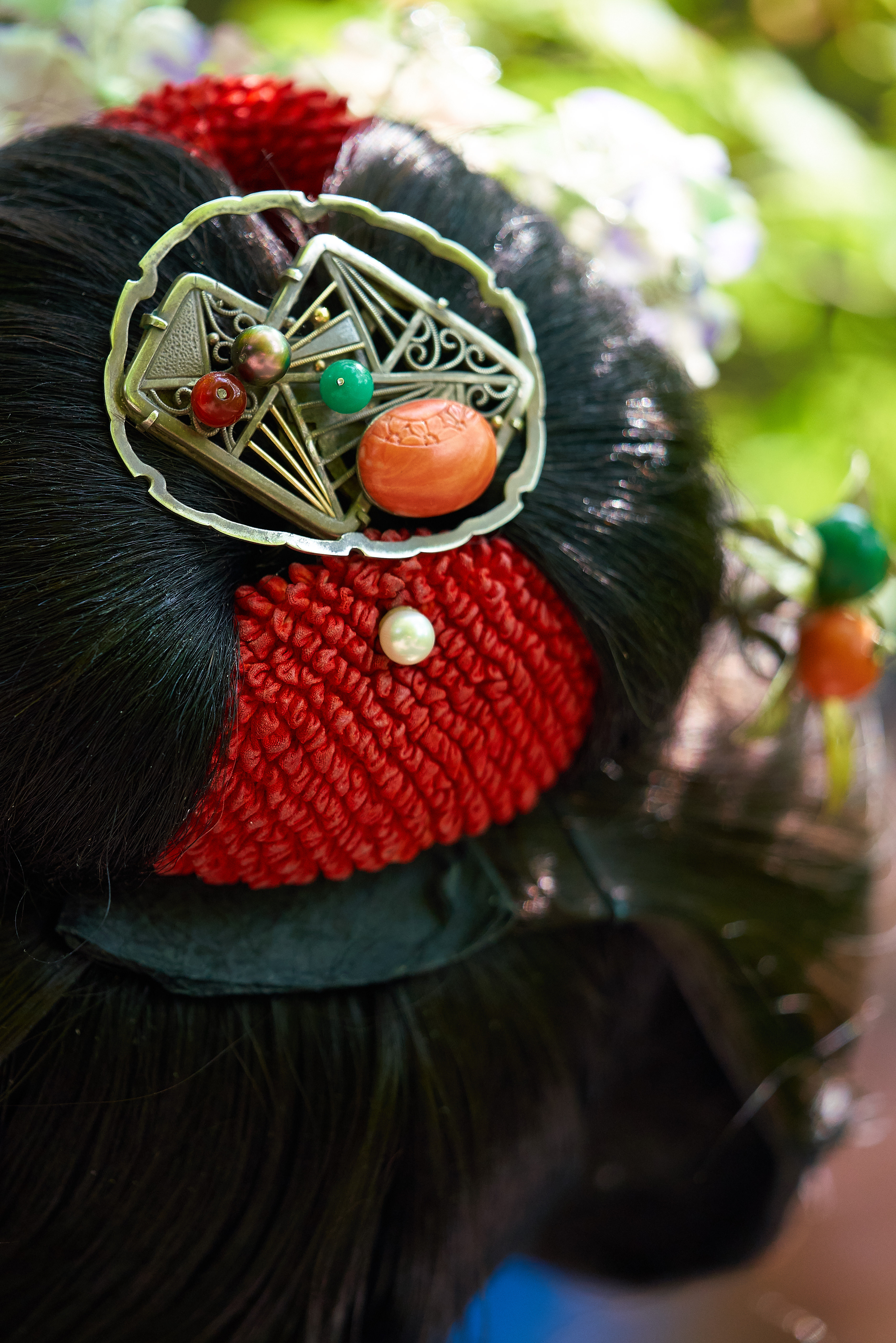
Каноко и каноко-домэ

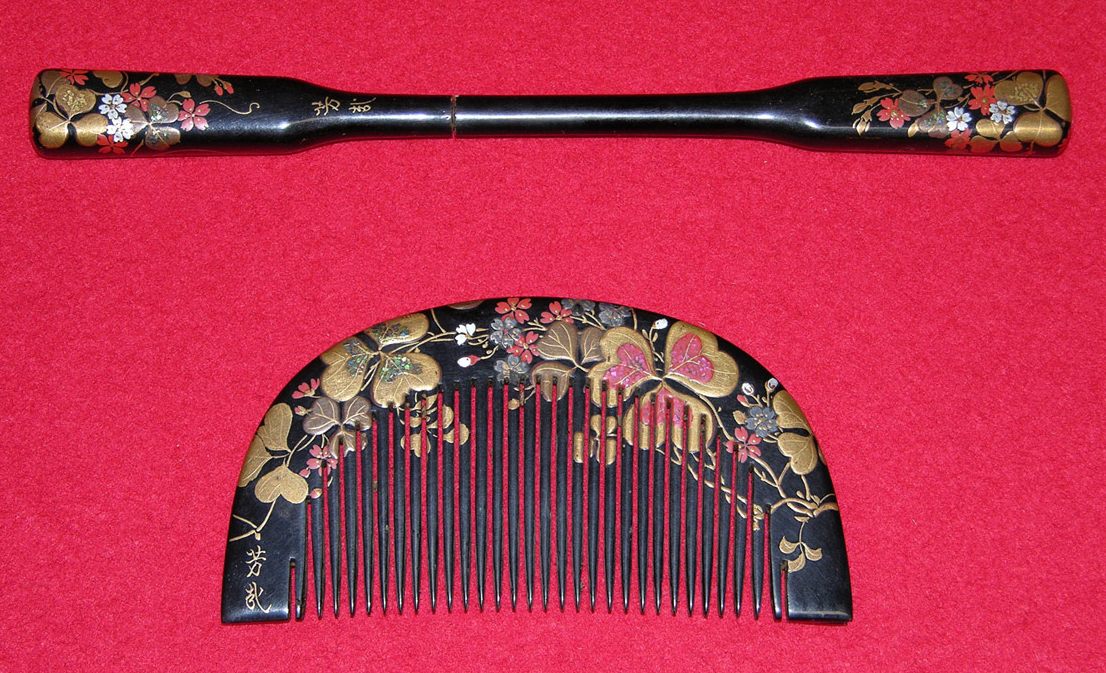
Когай и куси часто продаются в наборе

Каноко-домэ (яп. 鹿の子留, заколка для ленты «каноко»): каноко — мягкая лента, поддерживающая магэ (яп. 髷, пучок волос на затылке, элемент многих японских причёсок), она выполняется техникой узелкового окрашивания сибори (яп. 絞り) из шёлкового крепа. Прикрепляется к магэ небольшой шпилькой — каноко-домэ. В отличие от других кандзаси, эта шпилька втыкается в пучок вертикально. Майко носят самые дорогие тонкие каноко-домэ ручной работы, выполненные из платины в технике выемчатой эмали, украшенные янтарём и «семью сокровищами» (совокупное название золота, серебра, лазурита, раковин тридакны, агата, коралла, горного хрусталя). Майко носят как самостоятельно выбранные кандзаси, так и подаренные покровителями (данна). Каноко-домэ используется в причёсках варэсинобу и офуку и поддерживает их магэ.
Ити-домэ (яп. 位置留): тонкий шнурок-проволока, удерживающий причёски изнутри. Японские причёски держатся не на лаке или заколках, а на ити-домэ.　В некоторых причёсках, например, осидори но хина (яп. 鴛鴦の雛, цыплёнок утки-мандаринки) ити-домэ украшает причёску: её не прячут внутрь, а выводят наружу в районе магэ.
Когай (яп. 笄 ко:гай): обычно при перечислении отделяются от других видов кандзаси. Появилась как поддерживающая причёску шпилька. В мужских и женских причёсках использовались похожие ко́гай. Когай изготавливаются в форме меча в ножнах. На этот «меч» накручивали магэ. Причёска считалась красивой, если намотанные на когай волосы лежали ровным цилиндром. Позже валик волос стали разделять пополам, создав причёску тюсаси (яп. 中差し тю:саси, раскрытая середина)）. Когай обязателен в традиционной причёске невесты.
Куси (яп. 櫛, гребень): поддерживает верх причёски. Куси тоже часто выделяются из понятия «кандзаси». Так как в японском языке слово «куси» омонимично слову куси (яп. 苦死, мучительная смерть), куси редко дарят. Куси часто делают из черепахового панциря и лакированного дерева. Куси украшают жемчугом и перламутром, золотой фольгой (на куси часто выполняется макиэ (яп. 蒔絵) — лаковая миниатюра, покрывающаяся золотым или серебряным порошком). Верхняя кромка гребня обычно не украшается. Европейский гребень значительно отличается от куси узким верхом. Ещё одно отличие заключается в том, что у японских гребней нет зубьев по бокам, это следствие разделения японских причёсок на части: лобная, боковые, теменная, затылочная; куси должен их соединять. В «мире цветов и ив» получили популярность богато украшенные гребни с широким основанием.

#### Исторические
Мусасино кандзаси (яп. 武蔵野簪): в 1840—1849 годах в моду вошли коротенькие бамбуковые шпильки в форме птичьих крыльев. Они стали популярны и среди незамужних девушек, и среди юдзё, и их начали изготавливать из серебра, не такого жёсткого, как бамбук. Происхождение названия неясно.
Эдо-гин-кандзаси (яп. 江戸銀簪): с середины периода Эдо до наступления периода Мэйдзи в Эдо (нынешнем Токио были популярны короткие, около 12 см длиной, серебряные кандзаси. Сперва они достигали 18 сантиметров, но в 1735 году основная масса кандзаси была короткой. Эдо-гин-кандзаси бывали подвида «тама-кандзаси» с коралловым или авантюриновым украшением. Украшения бывали и в форме цветов, животных, птиц, предметов обихода. Встречались и кандзаси вовсе без украшений. Эдо-гин выполнялись из чистого серебра, во второй половине периода появились кандзаси с позолотой, а также медные с инкрустацией золотом. Дешёвые эдо-гин делали из латуни и железа и совсем без серебра. Дешёвые латунные кандзаси бедные девушки, приехавшие в Эдо на заработки, увозили с собой в родные края. Железные же, наоборот, быстро прославились благодаря мастерству ремесленников и стали аксессуарами шикарных гейш.

#### Прочие виды
- Татисаси (яп. 立挿し, воткнутые прямо): кандзаси на длинной ножке, вставляющиеся в боковые «крылья» причёски. Появились в середине периода Эдо. Широко известны летние кандзаси в форме утива (круглого веера).

- Рётэн-кандзаси (яп. 両天簪 рё:тэн кандзаси): комплект из двух кандзаси, располагающихся по сторонам от чёлки. Могут украшаться камон или шёлковыми цветами. Рётэн могут быть и бира.

- Кинсэки-кандзаси (яп. 銀製葵簪, сделанные из серебра): мода на кинсэки-кандзаси началась в 1837—1838 годах. Серебряные хираути, украшенные двумя листочками мальвы, стали носить как незамужние горожанки, так и юные юдзё.

- Гэндай кандзаси (яп. 現代の簪): после революции Мэйдзи европейские причёски вытеснили японские. Причёски в форме плектра сямисэна полностью исчезли из повседневности. Металлические, лаковые и стеклянные кандзаси заменили пластиковыми. Тем не менее, кимоно снова вошло в моду и ювелиры выпускают новые кандзаси. Японцы всё чаще красят волосы и древний идеал «куроками» (яп. 黒髪, чёрные волосы) уходит в прошлое. Структура волос японцев изменилась. Сегодня выпускаются и кандзаси для ношения с европейскими причёсками. Кандзаси сегодня бывают даже с европейскими цветами, например розами. Кандзаси украшают современными стразами, хотя большой популярностью пользуются также украшения «под старину», например, украшенные стеклянными шариками (яп. トンボ玉 томбо-дама).
- Миокури (яп. 見送り, дословно «свита») — полоски толстой бумаги «васи», покрытые серебристой краской. С XX века используются в причёске варэсинобу в день дебюта, а также при оформлении парика недавно дебютировавшей гейши (в этом случае носят название нэмаки (яп. ねまき)).

### Классификация хана-кандзаси

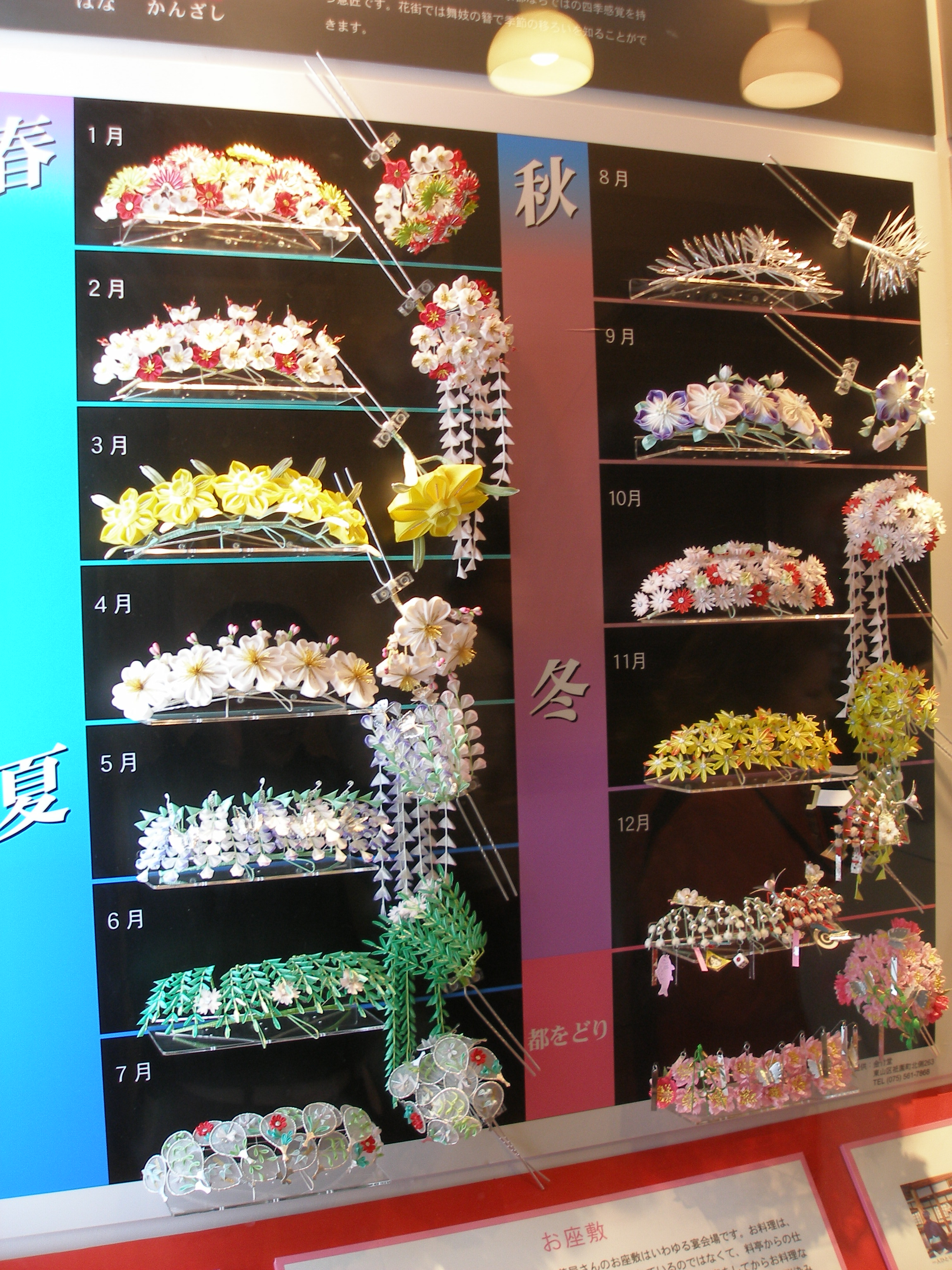
Календарь кандзаси майко

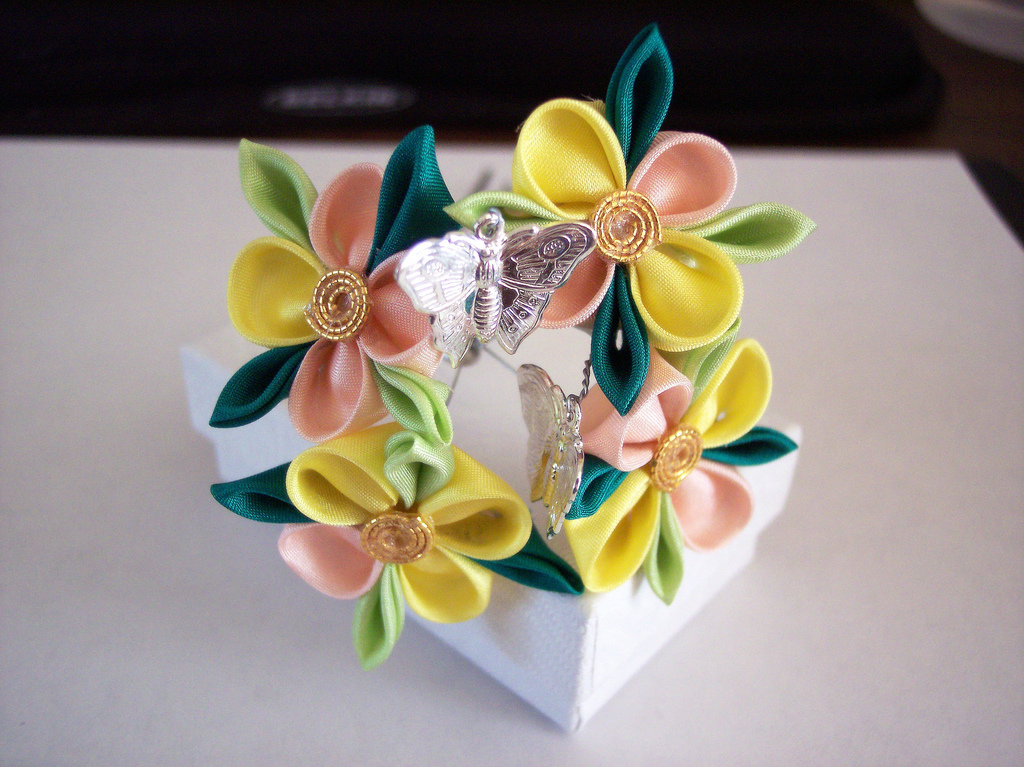
Самодельные кандзаси с бабочками, предназначены для ношения в марте

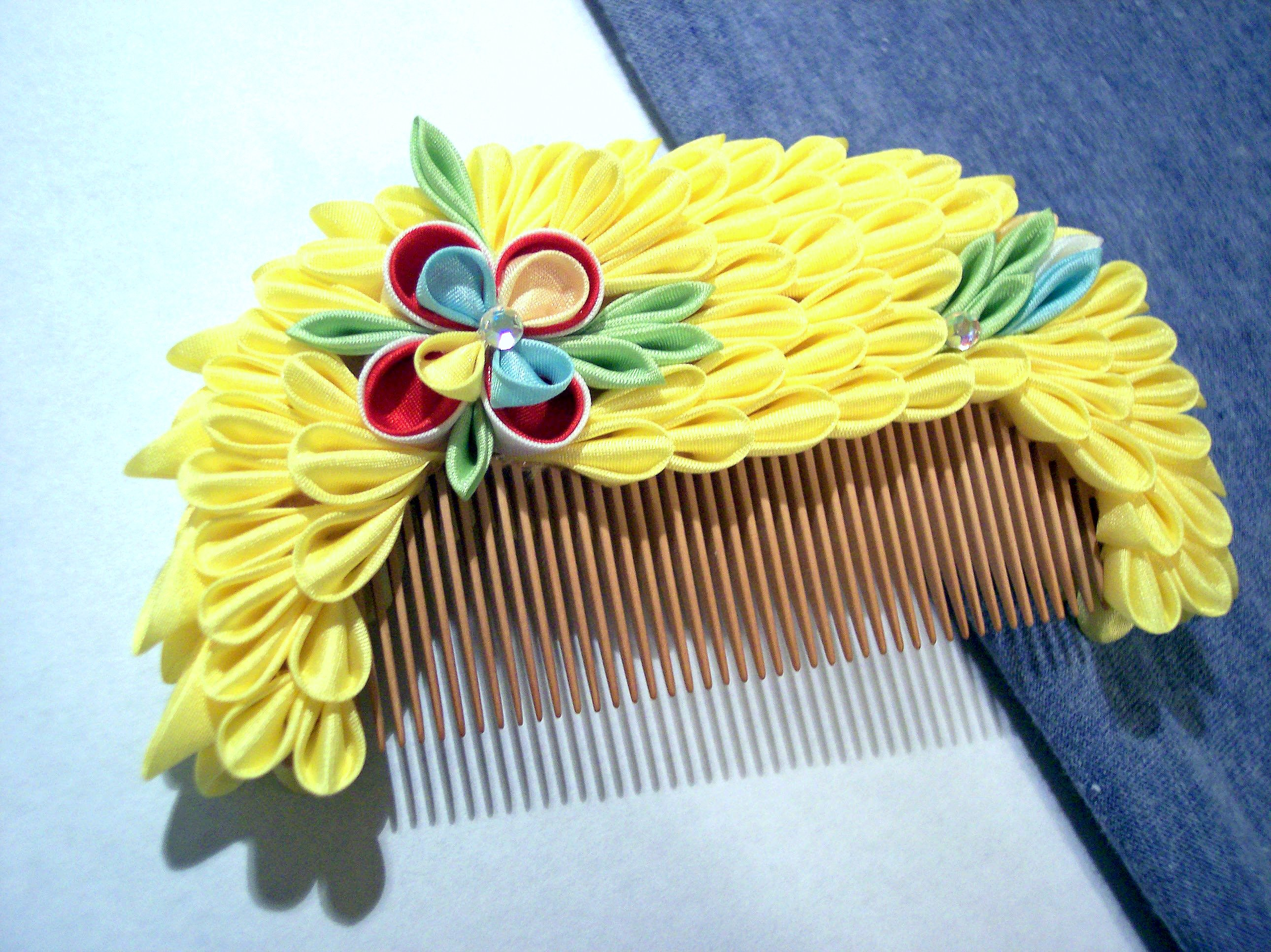
Гребни также украшают цветочными «лепестками» из шёлка

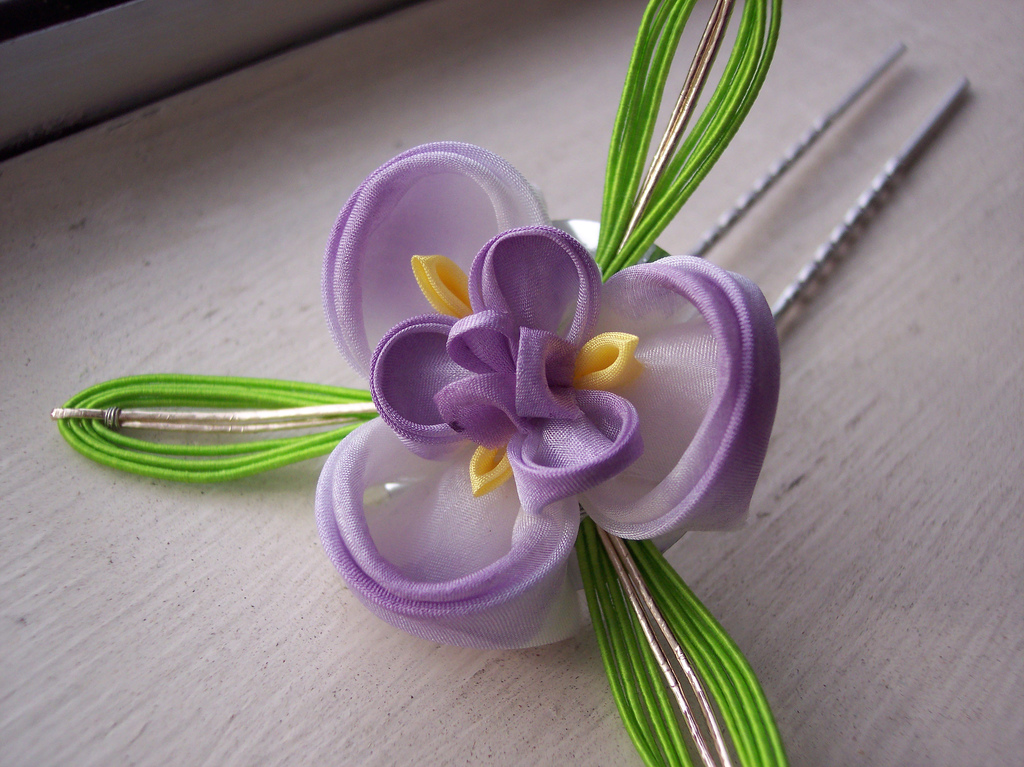
Майские кандзаси с ирисом

Ученицы гейш, называемые «майко» в Киото и «хангёку» в Токио, носят особые хана-кандзаси, то есть, кандзаси с цветами. Майко, обучающиеся менее года, носят ниспадающие кандзаси (яп. 枝垂れ簪 сидарэ кандзаси) с гирляндами цветов, свешивающихся прямо на лицо. Цветы делаются из яркого шёлка хабутаэ (яп. 羽二重) и мидзухики (яп. 水引) ручной выделки, причём каждому из 28 сезонов традиционного календаря соответствует определённый цветок.
Январь. Кандзаси января каждый год меняются. Хотя есть и основной мотив января — сётикубай (яп. 松竹梅 сё:тикубай, сосна, бамбук и слива, пожелание долголетия), а также ракетки хагоита, прялки, морские улитки.
Февраль. Началу февраля подходят цветы сливы, тюльпаны и бабочки, а концу — нарциссы. В канун Сэцубуна (обакэ) надеваются два особых вида кандзаси: украшенные шариками кусудама и бумажными вертушками.
Март. Символы марта — нарциссы, цветы персика, пионы, бабочки. Основной цвет мартовских украшений — жёлтый.
Апрель — месяц цветения сакуры (и проведения ханами — праздника любования цветами вишни), которая и занимает главную позицию в это время. Кроме неё в апреле кандзаси часто украшает серебряная или золотая бабочка и крохотный фонарик, бомбори.
Май. Глициния и ирисы на кандзаси говорят, что наступило лето, май. Основной цвет украшений мая — синий.
Июнь в Японии очень дождлив и с ним традиционный календарь связывает плакучую иву. Кроме того, ива — это символ гейш (отсюда же и название карюкай. Хорошим дополнением для ивы считаются гвоздика и гортензия.
Июль. Главное событие июля — Гион-мацури, фестиваль Гиона. Каждый год мода на июльские кандзаси меняется. Постоянны, однако, круглые веера утива, стрекозы, а также цую-сиба (яп. 梅雨芝 цую:сиба, капли дождя на траве).
Августовские мотивы — асагао (яп. 朝顔, ипомея, Ipomoea nil) и сусуки (яп. 薄, китайский мискант,  Miscanthus sinesis). Сусуки похож на ёжика из стебельков. Начинающие майко носят розовые сусуки-кандзаси, а более опытные — белые.
Сентябрьские цветы — кикё (яп. 桔梗 кикё:, японский колокольчик, ширококолокольчик крупноцветковый, Platycodon grandiflorium) тёмно-розового цвета; клевер, хризантемы, гвоздика, леспедеца хаги (яп. 萩, lespedeza bicolor).
Октябрь — это кику (яп. 菊, хризантема). Хризантемы вообще очень любят в Японии, они — государственный символ императорского дома. Кандзаси делают с белыми и красными хризантемами. Это сочетание означает разгар осени.
Ноябрь. Облетающие листья — ноябрьский мотив. Это не обязательно должны быть листья какого-то определённого дерева, часто они представляют собой просто фантазию дизайнера. Вместе с тем, так как на ноябрь приходится осенний аналог ханами — камбукай (яп. 観楓会 камбу:кай, праздник любования кленовыми листьями), листья часто «принадлежат» клёну. Ещё в ноябрьских украшениях можно увидеть листья гинкго.
Декабрь — время подготовки к Новому году. Майко и гейши украшают причёски особыми кандзаси, с сосновыми иглами, белыми мотибана (яп. 餅花, искусственные цветы, похожие на маленькие комочки моти, насаженные на ветки — символ Нового года), листьями бамбука и двумя маленькими кусочками бумаги, напоминающими таблички для имён актёров — «манэки». По традиции во время представления каомидзэ сокэн (яп. 顔見世 каомидзэ со:кэн) майко заходят в гримёрки к своим любимым актёрам за автографами. Автографы ставят прямо на кандзаси. Один из актёров должен быть оннагата, исполняющим женские роли.
Новогодние кандзаси особенные. Майко и гейши надевают кандзаси с рисовыми колосками и голубем без глаз: майко вставляют это кандзаси в правую сторону причёски, а гейши — в левую. Один глаз голубю рисует сама гейша, загадывая любовное желание, а второй должен нарисовать клиент, у которого в прошлом году желание уже сбылось.

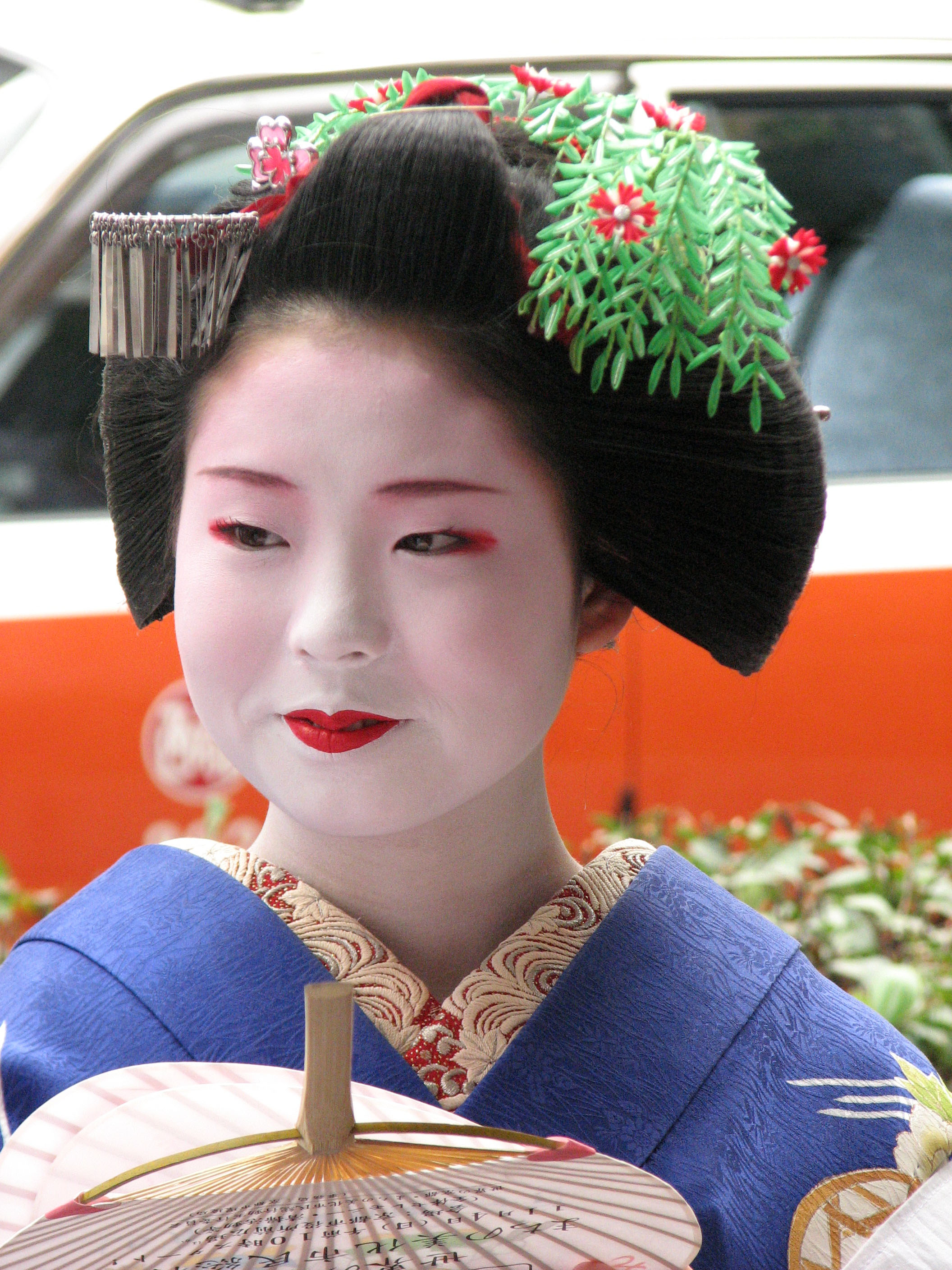
Ива
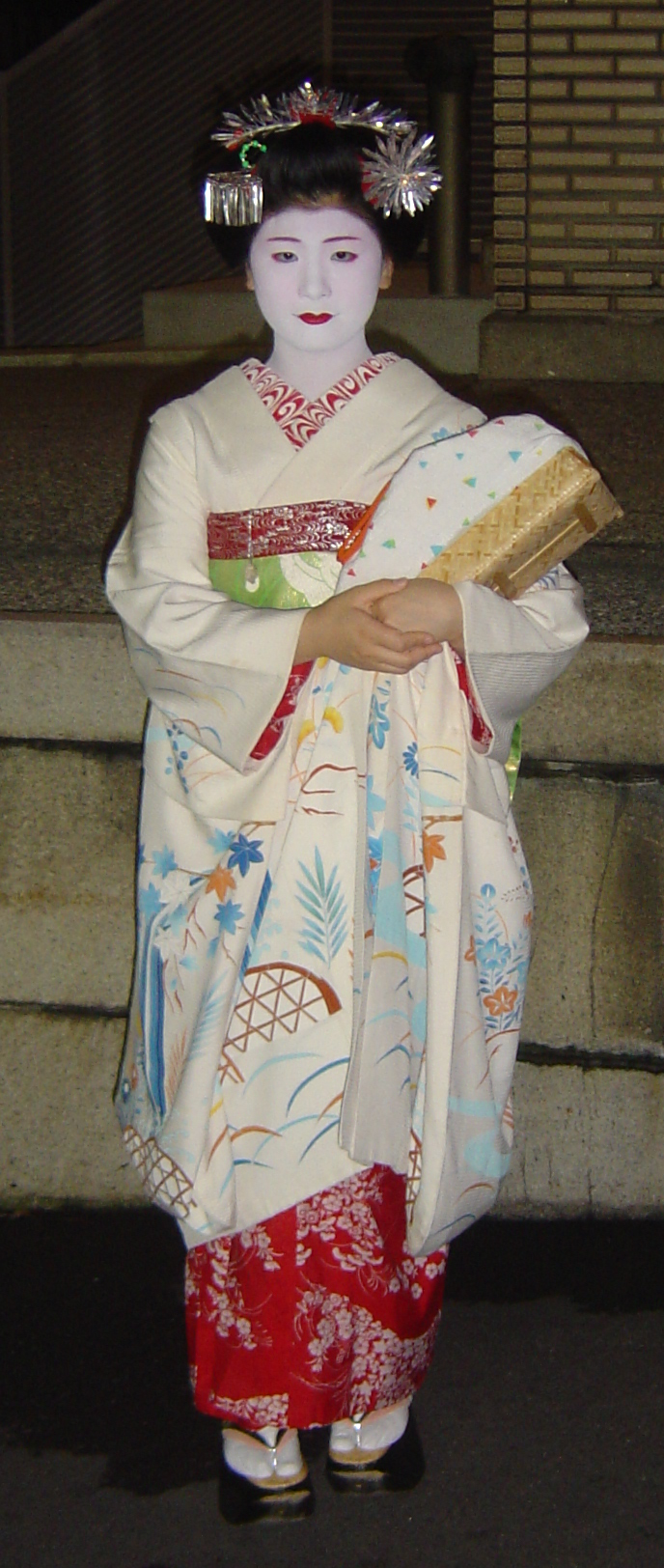
Сусуки
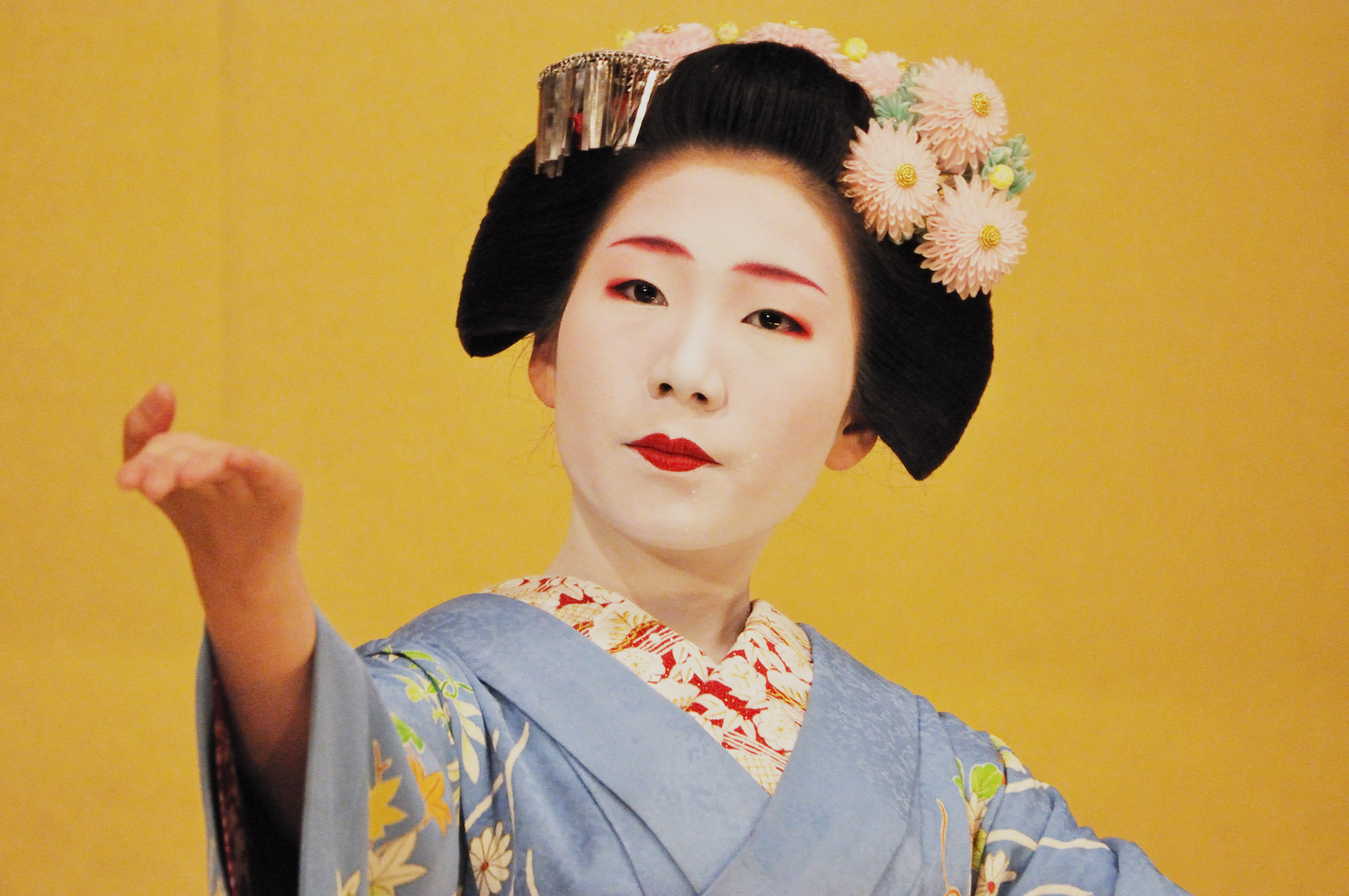
Хризантемы на кандзаси
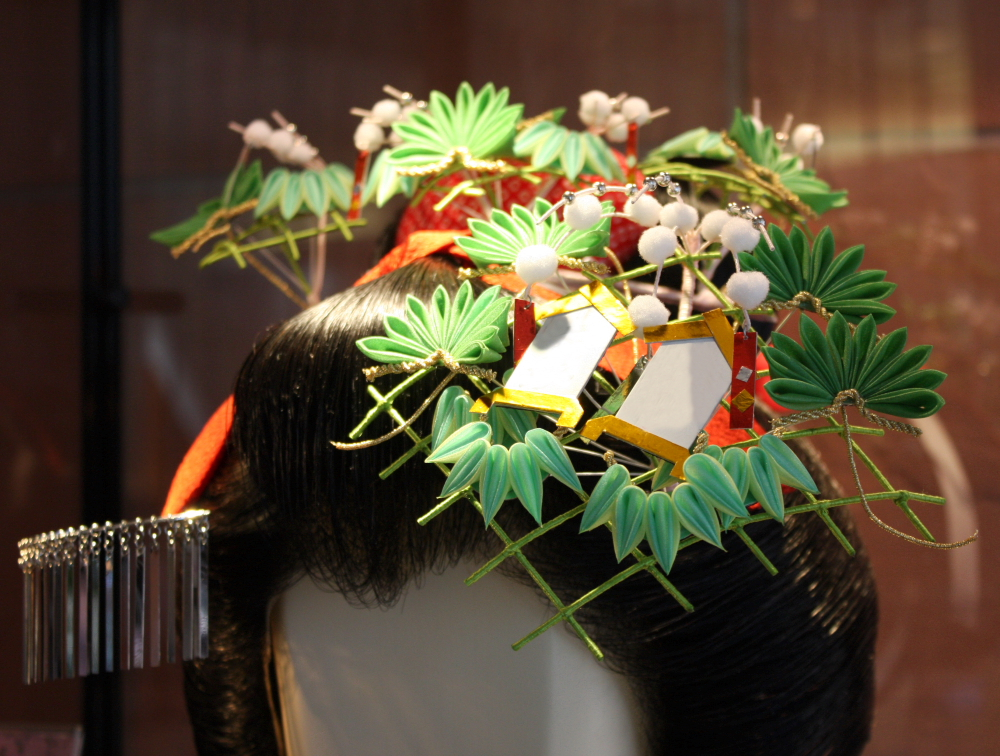
Кандзаси с «манэки»
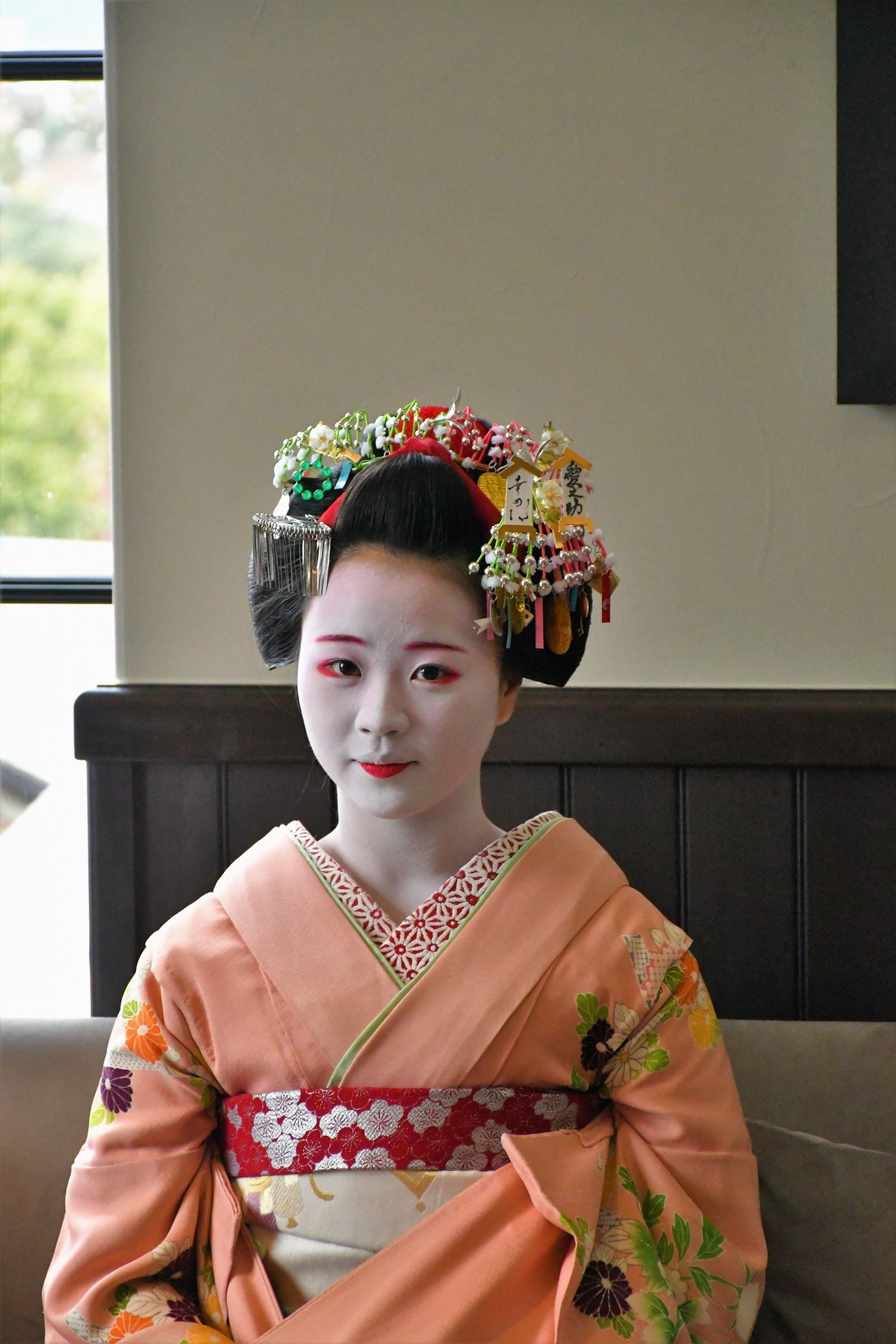
Заполненные манэки

### Классификация кандзаси по расположению в причёске
- Маэдзаси (яп. 前挿し, втыкающееся вперёд): маэдзаси находятся справа и слева от чёлки.
- Татисаси (яп. 立挿し, втыкающееся вертикально): находятся в верхней части «крыльев» причёски.
- Магэсаси (яп. 髷挿し, втыкающееся в магэ): помещаются в низ магэ. Магэсаси можно увидеть во всех традиционных причёсках. К магэсаси относятся хираути, тама-кандзаси. Когай пронизывает магэ и поэтому может называться тюсаси (яп. 中挿し тю:саси, втыкающийся в центр).
- Консаси (яп. 根挿し, втыкающееся вниз): когай и хираути сегодня часто втыкают в основание магэ. Консаси — часть причёсок итёгаэси (яп. 銀杏返し итё:гаэси, опавший лист гинкго) и сакко.
- Итидомэ (яп. 位置留, фиксирующий на месте): поддерживающие магэ изнутри тонкие шнуры.

## Кандзаси в литературе и истории
В романе периода Хэйан «Повесть о Гэндзи» несколько раз используется слово «кадзаси», но оно относится к традиционным растительным украшениям для синтоистского богослужения.
В «Повести о принце Гэндзи», главе «Праздник алых листьев» (яп. 紅葉の賀 Момидзи но ка) протагонист Хикару Гэндзи носит в причёске украшения из белой хризантемы. Традиция украшать себя цветами живёт в «Аой-мацури».
Для называния собственной жены в японском языке употреблялось слово «кэйсай» (яп. 荊妻, шиповниковая жена), от названия самых дешёвых кандзаси из ветвей шиповника. «Шиповниковая жена», таким образом, означает «чудесной красоты»: одна из китайских «четырёх великих красавиц древности», Си Ши, часто стирала в реке, одетая в простое платье и с дешёвыми кандзаси из веток в причёске. В те времена кандзаси были предметом первой необходимости для девушки.
Слово «кандзаси» и иероглиф «簪» впервые были употреблены китайским поэтом Ду Фу:
白头搔更短

浑欲不胜簪
Перевод Галины Стручалиной:
В разлуке седину свою я стал быстрей терять,

И скоро шпилька для волос не сможет их держать…
Эти строки посвящены чиновнику.
В описании красавицы Ян Гуйфэй для обозначения кандзаси используется иероглиф «釵». Две ножки её кандзаси означали бесконечную преданность императору.
В период Эдо женщины в домах сёгунов и даймё носили кандзаси для предотвращения возможного убийства. Кандзаси использовались в качестве оружия в королевстве Рюкю и носили название дзифа (яп. ジーファー дзи:фа:). На Рюкю кандзаси носили как женщины, так и мужчины. Женщины носили всего одну шпильку, которой могли обороняться в случае нападения. Ко второй половине периода Эдо латунные кандзаси стали популярны среди самурайского сословия, однако кандзаси не использовали для обороны. В одном из старинных сэнрю говорится: «Страшно, когда вытаскивают кандзаси из волос».
Во второй половине периода Эдо, благодаря затишью и долгой мирной жизни, поднимается купеческое сословие. С ростом благосостояния членам купеческих семейств становятся доступны новые развлечения. Результатом обогащения купцов становится возникновение моды на богатые кандзаси и гребни (куси). Проститутки должны были отличаться от простолюдинов, им было разрешено носить более дорогие украшения. Ойран и таю носили полученные в подарок от клиентов гребни и кандзаси. Купцы ввели моду на три гребня в причёсках ойран, а также на черепаховые украшения. Самыми дорогими были полупрозрачные желтоватые украшения из панциря без изъянов (точек). Такой панцирь назывался «белым» (яп. 白甲 сироко:).
Таю токийского квартала Ёсивары носили три гребня, по две тама-кандзаси и мацуба-кандзаси, одну длинную когай, 12 ёситё, а кроме того — шпильку с плетёным шнуром в пучке «магэ». В Киото мода была другой: таю Симабары носили три гребня, одну длинную когай, от 6 до 12 ёситё, два длинных биракана, одну большую хана-кандзаси (также называется кацуяма-кандзаси (яп. 勝山), по наименованию причёски кацуяма), а кроме того — ленту каноко с соответствующей булавкой.
Среди исключений из этих правил следует упомянуть проституток, специализирующихся на обслуживании борцов сумо, они носили по два гребня.
Сегодня проституция в Японии запрещена, ойран и таю стали исполнять только культурные функции, присутствуя на больших чайных церемониях.